# Prudice
Prudice (německy Pruditz) jsou malá vesnice, část obce Nemyšl v okrese Tábor v Jihočeském kraji. Nachází se asi půl kilometru jihozápadně od Nemyšle. Je zde evidováno 20 adres. V roce 2011 zde trvale žilo 36 obyvatel.
Prudice jsou také název katastrálního území o rozloze 2,73 km². V katastrálním území Prudice leží i Záhoříčko.

## Historie
První písemná zmínka o vesnici pochází z roku 1383.

## Obyvatelstvo
| Rok            | 1869 | 1880 | 1890 | 1900 | 1910 | 1921 | 1930 | 1950 | 1961 | 1970 | 1980 | 1991 | 2001 | 2011 | 2021 |
| -------------- | ---- | ---- | ---- | ---- | ---- | ---- | ---- | ---- | ---- | ---- | ---- | ---- | ---- | ---- | ---- |
| Počet obyvatel | 127  | 147  | 147  | 132  | 108  | 111  | 104  | 92   | 83   | 56   | 43   | 23   | 18   | 36   | 28   |
| Počet domů     | 17   | 20   | 20   | 22   | 20   | 20   | 20   | 19   | 19   | 14   | 14   | 19   | 19   | 18   | 17   |

## Obecní správa
Při sčítání lidu v letech 1850–1956 Prudice byly osadou obce Hoštice v okrese Tábor. V letech 1957–1980 byly částí obce Nemyšl, se kterým patřily nejprve do okresu Votice, ale od roku 1960 v okrese Tábor. Od 1. ledna 1981 do 23. listopadu 1990 byly částí obce Chotoviny v okrese Tábor. Od 24. listopadu 1990 jsou opět částí obce Nemyšl v okrese Tábor.

## Turistické zajímavosti
- Dřevěná zvonička
- Křížek – stojí vedle zvoničky a je na něm vyryto: Založili Jan Anna Urbanovi 1911.
- Židovský hřbitov – nachází se v polích necelých 500 metrů vzdušnou čarou jihozápadně od obce a vede k němu asfaltová silnička.

## Galerie

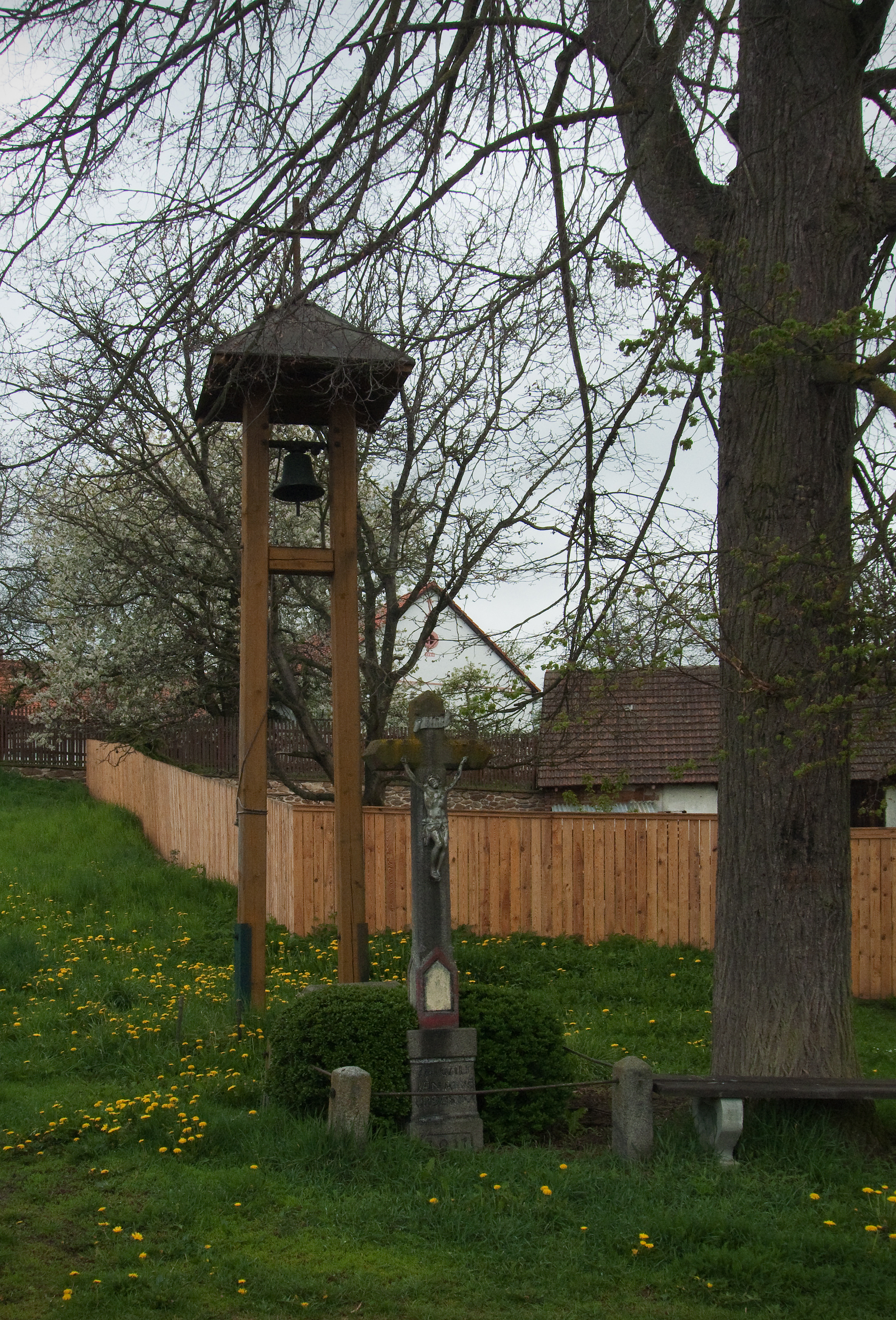
Zvonička a křížek
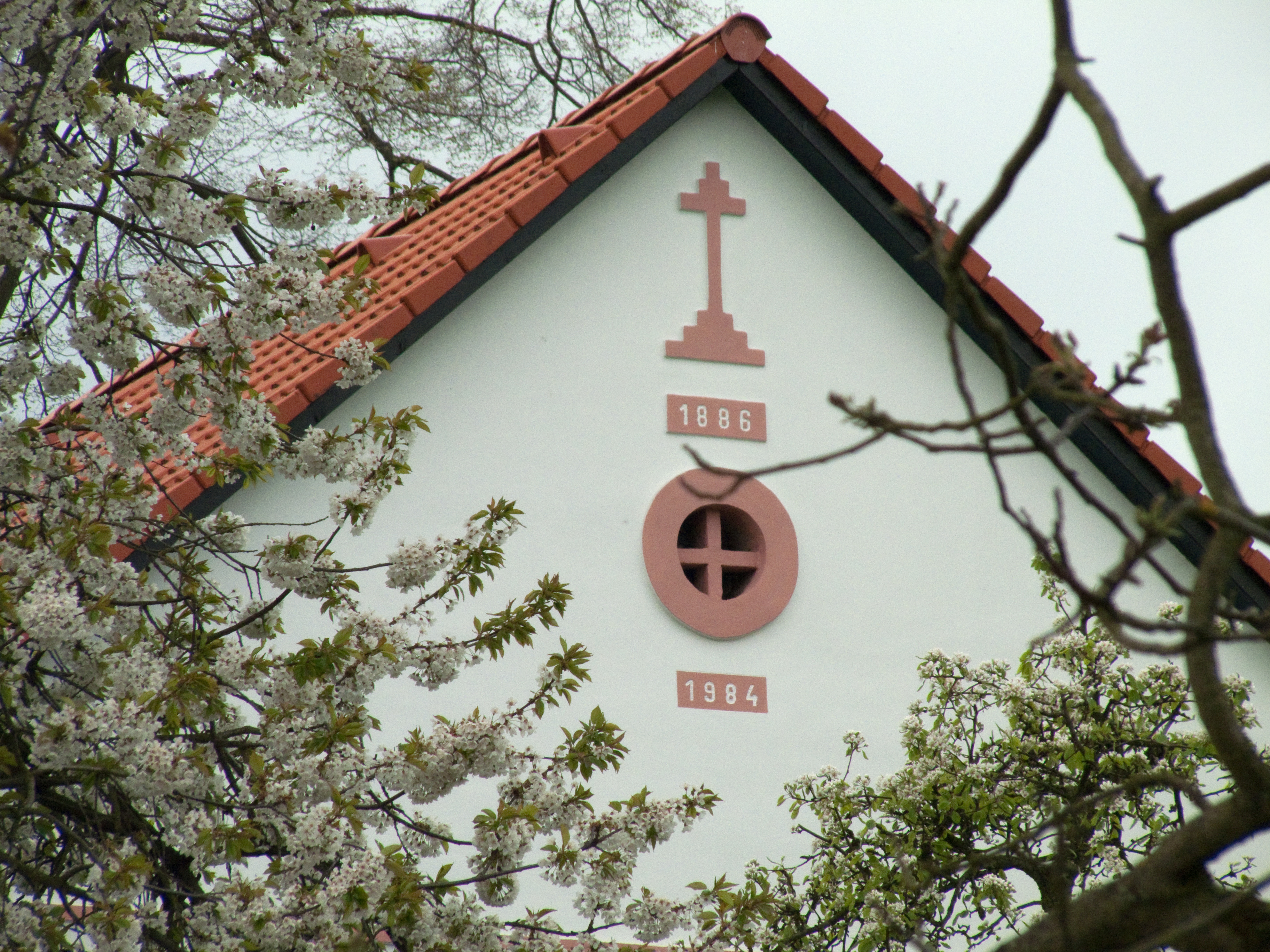
Štít s datováním 188
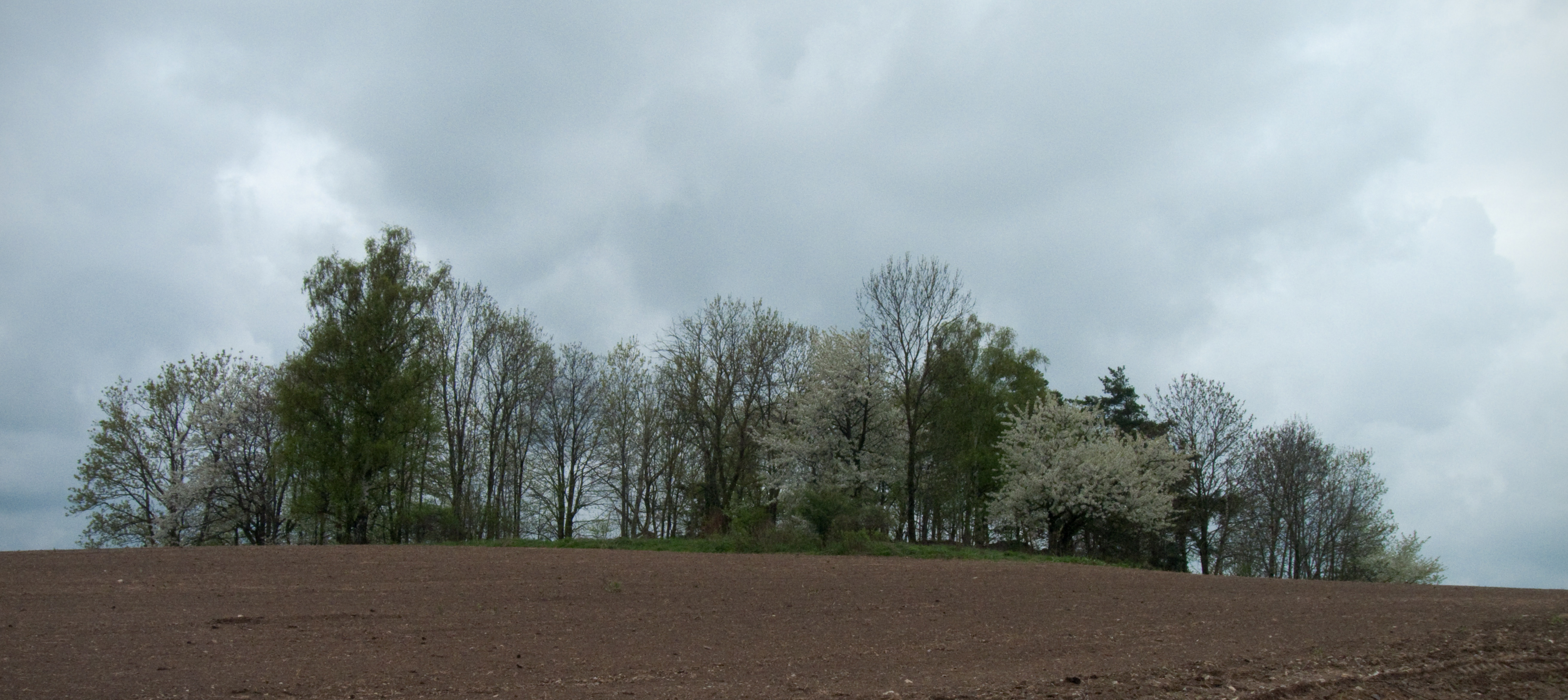
Pohled na žid. hřbitov
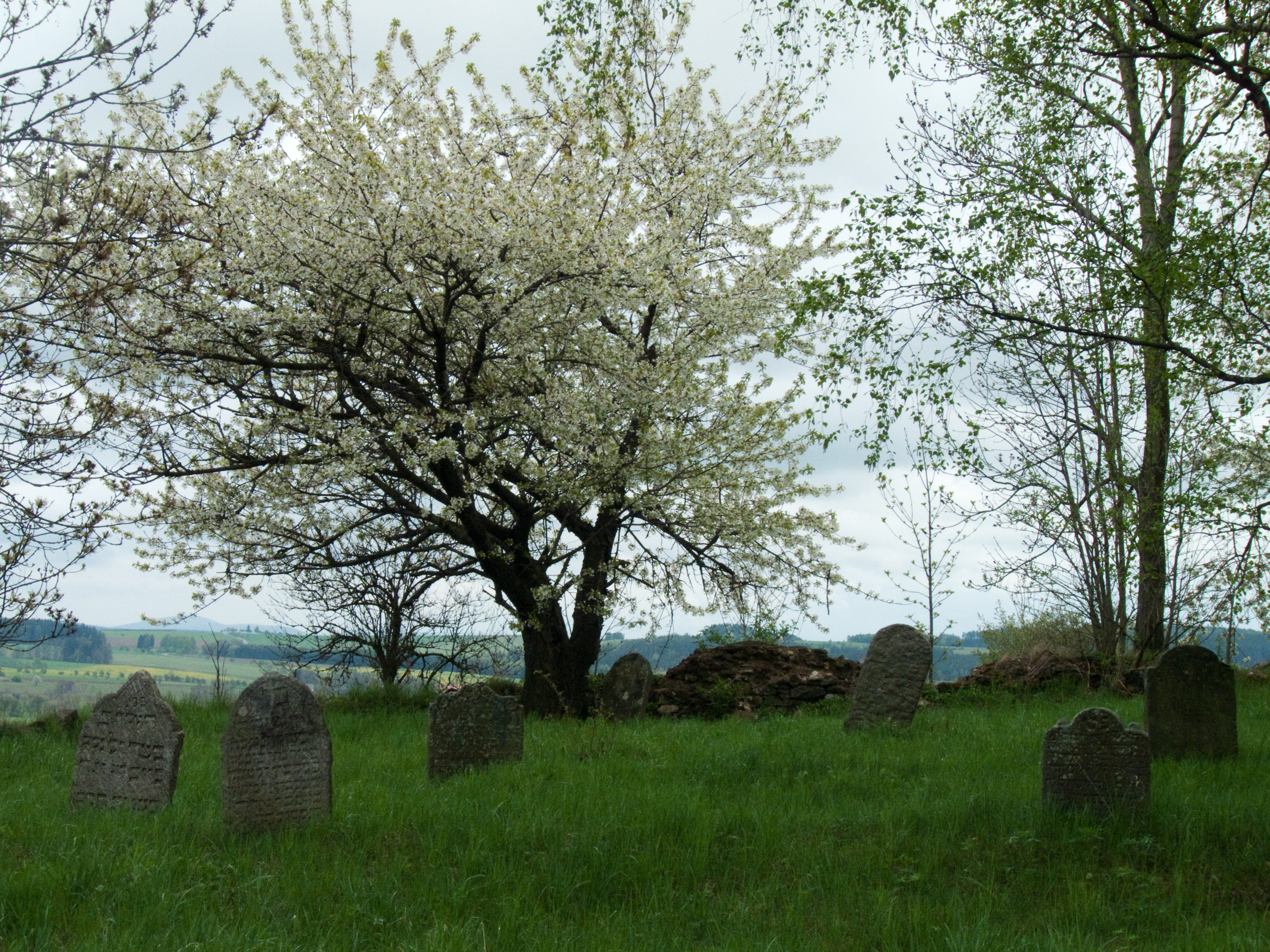
Hřbitovní náhrobky
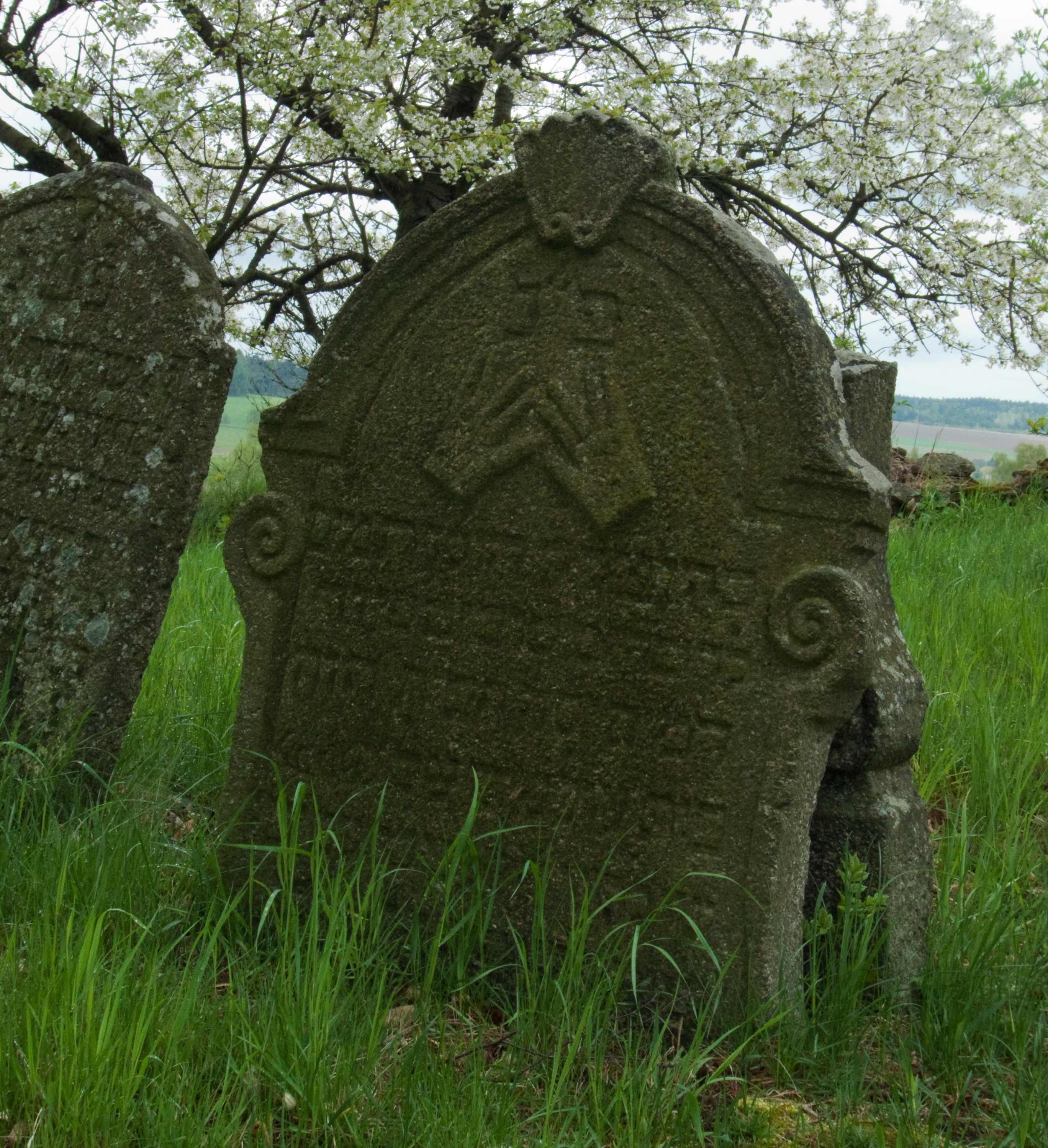
Náhrobek se symbolem žehnajících rukou